# Novela en clave
El tecnicismo novela en clave (tomado del francés roman à clef) se aplica a aquellas novelas en las que ciertos personajes o situaciones, representan, de una forma más o menos explícita, a personas o situaciones reales. La "clave" es la relación entre la ficción y la realidad. Esta clave metafórica puede producirse por separado, típicamente como una guía explícita del texto por parte del autor, o implícitamente, mediante el uso de epígrafes u otras técnicas literarias.
Ocurre, entonces, que bajo la máscara de la ficción, el autor está contando una historia verdadera. Los motivos pueden ser variados, como por ejemplo el evitar la difamación, para hacer una sátira o por razones autobiográficas. La «clave» de la historia, que hace comprender al lector que se trata de una historia verdadera, es, habitualmente, una personalidad pública reconocida con influencia sobre un grupo, ya sea en el ámbito político, social, etc.
Inventado por Madeleine de Scudéry en el siglo XVII para permitirle presentar un foro para su ficción apenas velada con figuras políticas y públicas, desde entonces el roman à clef ha sido utilizado por un sinnúmero de escritores, incluidos Sylvia Plath, John Banville, Truman Capote, Harold Robbins, Simone de Beauvoir, Ernest Hemingway, George Orwell, Jack Kerouac, Victor Hugo, Blaise Cendrars, Philip K. Dick, Bret Easton Ellis, Jay McInerney, Naguib Mahfouz, John McGahern, Charles Bukowski, Malachi Martin, Saul Bellow, Hunter S. Thompson, James Joyce, Mary Shelley y Djuna Barnes.